# Kevin Mendy
Pour les articles homonymes, voir Mendy.
Kevin Mendy, né le 18 mai 1992 à Meulan dans les Yvelines, est un joueur français de basket-ball qui évolue au poste d'ailier et d'ailier fort au Poitiers Basket 86.

## Biographie
Avec l'Équipe de France des 20 ans et moins, il remporte la médaille de bronze du championnat d'Europe 2011.